# Jürgen Feucht
Jürgen Rudolf Feucht (* 14. Oktober 1952) ist ein deutscher Automobilrennfahrer. 

## Anfänge im professionellen Motorsport
Jürgen Feucht absolvierte bei Gante-Racing, einem Darmstädter Porsche-Betrieb, eine Berufsausbildung zum Motorenbauer. Später arbeitete er bei dem auf Chevrolet-Corvette-Motoren spezialisierten Tuning-Betrieb Supervettes; zeitgleich fand er den Einstieg in den Automobilsport. Nach ersten Rennen im Rallyecross mit einem Ford Capri wechselte der 1,96 Meter überdurchschnittlich großgewachsene Südhesse in die Formel Ford. Dort trat er gegen Fahrer wie Stefan Bellof und Volker Weidler an. 1988 und 1989 sicherte sich Feucht mit der bis zu 6.600 cm³ großen Chevrolet Corvette des Jahrgangs 1968, einem ehemaligen Chassis von Mark Donohue, gegen eine Phalanx aus Porsche 935 Turbo und BMW M1 die Spezial Tourenwagen Trophy (STT).
Feucht betätigte sich darüber hinaus auch im Motorbootsport und hielt den Hochgeschwindigkeits-Rekord auf dem Rhein. 1989 erhielt er den Auftrag, Chevrolet-Motoren für den Renneinsatz eines deutschen Powerboot-Teams zu modifizieren. Ein anderer seiner Bootsmotoren basierte auf dem ‚Big Block‘ des Ford Mustang. Nachdem letzterer mit 565 PS auf dem Prüfstand gemessen worden war, beschloss Feucht 1991, in die Deutsche Tourenwagen-Meisterschaft (DTM) einzusteigen. Ursprünglich war eigentlich der Einsatz eines Chevrolet Camaro geplant, doch Chevrolet verweigerte die Einschreibung in die DTM.

## Deutsche Tourenwagen-Meisterschaft
Zu diesem Zeitpunkt – 1991 – stand ein neues Motoren-Reglement zur Debatte, basierend auf einheitlich nur noch 2.500 cm³ Hubraum. Jürgen Feucht erkannte darin seine Chance und plante, sein Wissen und seine Erfahrung in ein bereits existierendes Ford-Mustang-DTM-Chassis einzubringen, das er am 1. November 1991 – nach nur einem Rennen so gut wie neu – von Heinz Becker aus Hagen übernahm. Gemeinsam mit seinem technischen Leiter Robert Voos baute er das Coupé nach einem Testrennen auf dem Hockenheimring im Spätherbst 1991 bis zum Start der DTM-Saison 1992 neu auf und gründete unter dem Namen Challenger Racing sein eigenes Team.
Doch schon beim Serien-Auftakt im belgischen Zolder stellte sich heraus: Reifen und Hinterachse des Mustangs harmonierten nicht miteinander. Deshalb wechselte Feucht zwischen dem ersten und zweiten Wertungslauf in Zolder die Reifenmarke. Auch die Zuverlässigkeit das Mustangs stellte ein Problem dar, so dass Feucht im ersten Jahr keines seiner Rennen bis zum Schluss durchfahren oder teilweise gar nicht erst starten konnte. 

Der Ford Mustang von 1993

1993 konnte Feucht die Lifestyle-Schuhmarke Buffalo Boots als Sponsoren gewinnen, die dem Team fortan den Namen „Buffalo Boots Racing“ gab. Die Probleme mit den Reifen aus dem Vorjahr konnten mit weichen 13-Zoll-Reifen von Goodyear weitgehend behoben werden. Feuchts bestes Ergebnis in seiner zweiten Saison war somit ein 14. Platz beim Flugplatzrennen in Diepholz. 
1994 schrieb sich Feucht erneut für die DTM ein, musste jedoch mehrere Rückschläge hinnehmen. So war das Reifenkontingent von Goodyear nahezu aufgebraucht, und der Hersteller wollte die Produktion erst ab einer Abnahme von 100 Stück wieder aufnehmen. Dies war für das hessische Privatteam allerdings indiskutabel. Zudem kam es später zu einem Brand in der Challenger-Werkstatt, bei der neben der Werkstatt auch der Mustang stark beschädigt wurde. So konnte Feucht nicht beim Saisonstart in Hockenheim antreten und musste auch die kommenden drei Rennen aussetzen. Die weitere Saison verlief ähnlich wie das Vorjahr: Ein 14. Platz auf dem Norisring war das beste Ergebnis des Jahres. 
Nach drei Einsatzjahren musste Jürgen Feucht seine DTM-Karriere mit Ende der Saison 1994 aufgeben, da die Homologation für das US-amerikanische 5-Liter-Achtzylinder-Coupé auslief, und der Wagen nicht länger startberechtigt war.

## Einzelergebnisse in der DTM
| Saison | Team                 | Hersteller | 1   | 2   | 3   | 4   | 5   | 6   | 7   | 8   | 9   | 10  | 11  | 12  | 13  | 14  | 15  | 16  | 17  | 18  | 19  | 20  | 21  | 22  | 23  | 24  | Punkte | Rang |
| ------ | -------------------- | ---------- | --- | --- | --- | --- | --- | --- | --- | --- | --- | --- | --- | --- | --- | --- | --- | --- | --- | --- | --- | --- | --- | --- | --- | --- | ------ | ---- |
| 1992   | Challenger Racing    | Ford       | ZOL | ZOL | NÜ1 | NÜ1 | WUN | WUN | AVU | AVU | HO1 | HO1 | NÜ2 | NÜ2 | NOR | NOR | BRN | BRN | DIE | DIE | ALE | ALE | NÜ3 | NÜ3 | HO2 | HO2 | 0      | –    |
| 1992   | Challenger Racing    | Ford       | DNF | DNF | DNF | DNS | DNS | DNS | DNF | DNS | DNS | DNS |     |     |     |     |     |     | DNF | DNF | DNF | DNS | DNS | DNS | DNF | DNS | 0      | –    |
| 1993   | Buffalo Boots Racing | Ford       | ZOL | ZOL | HO1 | HO1 | NÜ1 | NÜ1 | WUN | WUN | NÜ2 | NÜ2 | NOR | NOR | DON | DON | DIE | DIE | ALE | ALE | AVU | AVU | HO2 | HO2 |     |     | 0      | –    |
| 1993   | Buffalo Boots Racing | Ford       | DNF | DNF | 20  | DNF | 22  | DNF | 19  | 14  | DNF | DNS | DNF | DNS | DNF | DNF | 18  | DNF | DNF | DNF | DNF | DNS | DNF | DNF |     |     | 0      | –    |
| 1994   | Buffalo Boots Racing | Ford       | ZOL | ZOL | HO1 | HO1 | NÜ1 | NÜ1 | MUG | MUG | NÜ2 | NÜ2 | NOR | NOR | DON | DON | DIE | DIE | NÜ3 | NÜ3 | AVU | AVU | ALE | ALE | HO2 | HO2 | 0      | –    |
| 1994   | Buffalo Boots Racing | Ford       |     |     |     |     |     |     |     |     | DNF | DNF | 14  | DNF | DNF | DNF | DNF | DNS | 20  | DNF |     |     | DNF | DNS | 19  | DNS | 0      | –    |

## Jürgen Feucht heute
Jürgen Feucht blieb Eigentümer des Ford Mustang GT 5.0. 2009, 15 Jahre nach dem letzten DTM-Einsatz, nahm er ihn erneut in Betrieb – in ein Show-Fahren auf der Nordschleife des Nürburgrings investierten Jürgen Feucht und Robert Voos annähernd 300 Arbeitsstunden. Im Juni 2014 kam es zu einem Einsatz bei den Norisring Race Classics – mit Pirelli-Reifen der zu diesem Zeitpunkt neuesten Generation, die dem Wagen schlussendlich die lange gesuchte, verbesserte Bodenhaftung bescherten. Für 2018 plant Feucht mit dem Einsatz des Ford Mustangs bei den Tourenwagen Classics seine Rückkehr in den aktiven Motorsport.